# Demografía de Somalia

## Perfil demográfico
Somalia obtiene una puntuación muy baja en la mayoría de los indicadores humanitarios, ya que padece una mala gobernanza, un conflicto interno prolongado, subdesarrollo, declive económico, pobreza, desigualdad social y de género, y degradación medioambiental. A pesar de que la guerra civil y la hambruna aumentan su tasa de mortalidad, la elevada tasa de fertilidad de Somalia y la gran proporción de personas en edad reproductiva mantienen un rápido crecimiento de la población, siendo cada generación mayor que la anterior. Más del 60% de la población somalí es menor de 25 años, y la tasa de fertilidad es una de las más altas del mundo, con casi 6 hijos por mujer, una tasa que ha disminuido poco desde la década de 1970.
La falta de oportunidades educativas y laborales es una de las principales fuentes de tensión para la gran cohorte de jóvenes de Somalia, lo que los hace vulnerables al reclutamiento por parte de grupos extremistas y piratas. Somalia tiene una de las tasas de matriculación en la escuela primaria más bajas del mundo - poco más del 40% de los niños están escolarizados - y una de las tasas de desempleo juvenil más altas del mundo. La esperanza de vida es baja como consecuencia de las elevadas tasas de mortalidad infantil y materna, la propagación de enfermedades prevenibles, las deficiencias sanitarias, la desnutrición crónica y la insuficiencia de los servicios sanitarios.
Durante las dos décadas de conflicto que siguieron a la caída del régimen del SIAD en 1991, cientos de miles de somalíes huyeron de sus hogares. En la actualidad, Somalia es el tercer país del mundo que más refugiados recibe, después de Siria y Afganistán. La inseguridad, la sequía, las inundaciones, la escasez de alimentos y la falta de oportunidades económicas son los factores determinantes.
En 2016, más de 1,1 millones de refugiados somalíes estaban acogidos en la región, principalmente en Kenia, Yemen, Egipto, Etiopía, Yibuti y Uganda, mientras que más de 1,1 millones de somalíes eran desplazados internos. Desde la aplicación de un acuerdo tripartito de repatriación voluntaria entre Kenia, Somalia y el ACNUR en 2013, casi 40.000 refugiados somalíes han regresado a sus hogares desde el campo de refugiados de Dadaab, en Kenia, que sigue albergando a unos 260.000 somalíes. El flujo se aceleró rápidamente después de que el Gobierno de Kenia anunciara en mayo de 2016 su intención de cerrar el campo, empeorando las condiciones de seguridad y humanitarias en las comunidades receptoras del centro-sur de Somalia. A pesar del conflicto en Yemen, miles de somalíes y otros refugiados y solicitantes de asilo del Cuerno de África arriesgan sus vidas cruzando el Golfo de Adén para llegar a Yemen y más allá (a menudo Arabia Saudí). Bossaso, en Puntlandia, superó a Obock (Yibuti) como principal punto de partida a mediados de 2014.

## Información poblacional
Población:
12 961 000
Estructura de edades:

0-14 años:
44,4% (hombres 1.973.294; mujeres 1.961.083)

15-64 años:
53% (hombres 2.355.861; mujeres 2.342.988)

65 años o más:
2,6% (hombres 97.307; mujeres 132.805) (estimación 2006)
Tasa de crecimiento de población:
2,85% (estimación 2006)
Tasa de natalidad:
45,13 nacimientos/1.000 habitantes(estimación 2006)
Tasa de mortalidad:
16,63 muertes/1.000 habitantes (estimación 2006)
Tasa de migración neta:
0 migrante(s)/1.000 habitantes (estimación 2006.)
Ratio de sexos:

al nacer:
1,03 hombres/mujer

menos de 15 años:
1,01 hombres/mujer

15-64 años:
1,01 hombres/mujer

65 años o más:
0,73 hombres/mujer

población total:
1 hombre/mujer (estimación 2006)
Tasa de mortalidad infantil:
114,89 muertes/1.000 nacimientos (estimación 2006)
Esperanza de vida al nacer:

población total:
48,47 años

hombres:
46,71 años

mujeres:
50,28 años (estimación 2006)
Tasa de fertilidad total:
6,76 hijos nacidos/mujer (estimación 2006)
Nacionalidad:

nombre:
Somalí(s)

adjetivo:
Somalí
Grupo étnicos:
Somalí 96%, Bantú 3,1%, blancos y otros 0,9%
Religiones:
Sunismo 99,3%, Cristianismo y otras religiones 0,7% 
Idiomas:
somalí (oficial), árabe, italiano, inglés
Analfabetismo:

definición:
de 15 años o más que pueden leer y escribir

población total:
37,8%

hombres:
49,7%

mujeres:
25,8% (estimación 2001)